# Sergei Stepashin
Sergei Vadimovich Stepashin (russo: Сергей Вадимович Степашин; nascido em 2 de março de 1952) é um político russo que serviu brevemente como primeiro-ministro da Rússia em 1999. Antes disso, ele havia sido nomeado ministro da segurança federal pelo presidente Boris Yeltsin em 1994, uma posição do qual renunciou em 1995 como consequência da crise dos reféns do hospital Budyonnovsk. Após seu mandato como primeiro-ministro, ele atuou como presidente da Câmara de Contas da Rússia de 2000 a 2013.

## Carreira
Stepashin serviu como chefe do FSK (o antecessor do FSB) de fevereiro de 1994 a junho de 1995. Ele então se tornou ministro da Justiça, servindo de 1997 a março de 1998, e ministro do Interior, ocupando o cargo de março de 1998 a maio de 1999, quando ele foi nomeado e confirmado pelo parlamento como primeiro-ministro. Yeltsin deixou bastante claro quando o nomeou primeiro-ministro que Stepashin ocuparia o cargo apenas temporariamente, e ele foi substituído em agosto de 1999 pelo futuro presidente Vladimir Putin.
A atitude de Stepashin em relação ao conflito checheno foi marcadamente diferente da de Vladimir Putin. Stepashin, por exemplo, presenteou os líderes do regime separatista na Chechênia com pistolas com monogramas, elogiou as atividades dos extremistas religiosos que tomaram várias aldeias do Daguestão e proclamou publicamente: "Podemos nos dar ao luxo de perder o Daguestão!".
Depois de ter sido demitido do cargo de primeiro-ministro, Stepashin ingressou no partido político Yabloko para as eleições parlamentares russas de 1999 e foi eleito para a Duma Estatal, a câmara baixa do parlamento russo. Mais tarde, ele renunciou ao cargo parlamentar e tornou-se chefe da Câmara de Contas da Federação Russa, a agência federal de auditoria. Ele mantém seu emprego até hoje.
Mais recentemente, ele foi solicitado por advogados da Hermitage Capital, que já esteve entre os principais investidores estrangeiros da Rússia, para investigar o que diz ser uma série de falsas restituições de impostos que fraudaram os contribuintes russos em 11,2 bilhões de rublos (US$ 382 milhões), de acordo com os advogados Brown Rudnick. em uma carta a Stepashin.
Desde 2007, Stepashin é o chefe da revivida Sociedade Imperial Ortodoxa da Palestina.